# A reformáció Magyarországon
Magyarországon a 16. században, a török uralom korszakában terjedtek el a reformáció eszméi. Luther nézetei először Habsburg Mária udvarában jelentkeztek, majd az erdélyi szászok között váltak elfogadottá. Noha az országgyűlés fellépett az új tanok ellen, a 16. század végére az ország nagy része protestánssá vált, velük szemben pedig a katolikus egyház haldoklott.
A reformátorok a nép nyelvén, magyarul prédikáltak, és lefordították a Bibliát, tevékenységük nagy mértékben hozzájárult az irodalmi nyelv kialakulásához. A református erdélyi fejedelmek és főurak számos nyomdát és főiskolát alapítottak, amelyek elősegítették a hazai oktatás és művelődés ügyét.

## Történet

### Előzmények
A 16. század előtt keletkezett eretnek és előreformátori felekezetek nagyban hozzájárultak a reformáció szellemének élesztéséhez. E felekezetek tagjai közül már a 13–15. században nagy számban menekültek hazánkba az üldözés elől. Még inkább egyengették a reformáció útját az úgynevezett előreformátorok, Vald Péter és Husz János hívei, akik nagy számban éltek a Magyar Királyság nyugati és északi részein, a Szepességben és a bányavárosokban, ahol már a 15. században huszita gyülekezetek alakultak és több huszita templom is felépült. Magyarország főpapjai és főnemesei nagy számban vettek részt a konstanzi zsinaton (1414), ahol a jelenlévők erélyesen sürgették az egyházi reformok bevezetését. Luther Márton és az 1517-es wittenbergi tételek híre is hamar eljutott az országba. Mária királyné, II. Lajos neje, V. Károly császár nővére volt, döntéseit német tanácsosok segítették: Buda és a Német-római Birodalom között igen élénk kapcsolatok voltak abban az időben. E körülmények hatására már a mohácsi vész előtt érzékelhető volt a Magyar Királyságban a reformáció hatása.
1521-ben az esztergomi érsek elrendelte – mintegy megelőző védekezésképpen – hogy minden templomban olvassák fel a Luthert kiközösítő bullát.

### A reformáció megjelenése
A reformáció tanainak első magyarországi terjesztői Grineus Simon és Vinschemius Vitus budai tanárok, Kordatus Konrád és Speratus Pál voltak. Speratus Pált 1522-ben, a reformáció tanainak terjesztése miatt kiutasították Bécsből.
A budai tanács, a reformáció tanainak terjesztése céljából, meghívta Henkel Jánost, a királynő lőcsei származású gyóntatópapját. Az északi vármegyékben főként Czirák Márton, (Wittenbergből való hazatérése után) Lincius, Gléba Boldizsár, és Bógner terjesztették el a reformáció alapeveit. Az erdélyi szászok között pedig a sziléziai származású György és Ambrus szerzetesek, Veil Konrád és Surdaster János voltak a reformáció első hírvivői.
1523-ban a budai országgyűlés vagyonelkobzást és halálbüntetést helyezett kilátásba a lutheránusokkal szemben.
A mohácsi csatavesztés után a reformáció tanai egyre gyorsabban terjedhettek. Mohácsnál két érsek és öt püspök vesztette életét, ezzel létszámában meggyengült a katolikus főpapság, kevesebben maradtak, akik szigorú törvények Luther hívein való végrehajtását megszervezhette volna. Az oszmán-törökök előrenyomulása következtében számos plébánia kiürült, a lelki (papi) irányítás nélkül maradt nép örömmel fordult a reformáció tanai felé, amit fokozott a Magyarország számára török intervenciókkal, súlyos belső villongásokkal, széthúzással, az ország teljes összeomlásával járó magyar belháború is.
A török támadások visszaverésére szervezett hadsereg felállítása miatt az államkincstár bevételei igencsak megcsappantak, a helyzet olyan határozat meghozatalára kényszerítette az 1526. novemberi országgyűlést, amelynek értelmében „a háborúban elesett főpapok hagyatékai, megürült székeik jövedelmei az ország védelmére fordíttassanak”. E végzés alapján Szapolyai János, és I. Ferdinánd király is, a főpapi javak nagy részét ideiglenesen világi főurak birtokába bocsátották. Ők a könnyen jött vagyon jelentős részét a magyarországi reformáció támogatására fordították; tették ezt vallási meggyőződésük miatt, de olyan céllal is, hogy a tulajdonukba került birtokokat véglegesen megtarthassák.

### Humanista bibliafordítások
A nyugat-európai bibliafordítások a magyar humanisták között is követőkre találtak. Komjáthy Benedek Szent Pál leveleit már 1532-ben lefordította és úrnője, Perényi Gáborné költségén, Krakkóban ki is nyomtatta. Pesti Gábor ültette át magyarra a négy evangéliumot, amelyet 1536-ban nyomtattak ki. Az Újszövetség első teljes magyar nyelvű nyomtatott kiadása pedig Sylvester János nevéhez fűződik, aki egy Erdősi nevű szerzetes segítségével készítette el a fordítását. A mű 1541-ben jelent meg Újszigeten (ma Sárvár része), a kiadás költségeit Nádasdy Tamás viselte. A magyarországi reformáció nagy bibliafordítói később e humanista nyelvtudósok örökségét vitték tovább.

### A reformáció terjedését segítő politikai tényezők
János és Ferdinánd saját hatalmi és politikai céljaik elérése érdekében manipulálták a vallási életet. Az ország főurai, nemesei és polgársága minél jelentősebb részét kívánták maguk mellé állítani. Szapolyai halála (1540) után az Erdélyt kormányzó főurak (elsősorban Petrovics) úgy gondolták, hogy az ifjú erdélyi fejedelem, János Zsigmond széke csak úgy biztosítható, ha Erdélyben és vonzáskörzetében a reformált vallást részesítik előnyben, így a volt katolikus főpapi és szerzetesrendi javak egy részével az ország kincstárát gazdagíthatják. Később a fejedelem is a reformáció hívévé vált.
I. Ferdinánd királyt Miksa király személyében olyan király váltotta fel, aki csak külsőleg volt katolikus, de pártolta a reformációt. Az ország főméltóságú, illetve katonai vezetői beosztásaiba lelkes protestánsokat nevezett ki. Rudolf uralkodása kezdetén már csak három magyar főnemesi család maradt a katolikus egyházban, de a köznemesek és polgárok között is csak elvétve akadt egy-két katolikus család. A 16. század utolsó évtizedeiben a legfőbb, országos tisztségeket (a nádori, országbírói, horvát, temesi, erdélyi báni, tárnoki, főlovászmesteri, koronaőri, pohárnoki, valamint a legtöbb főispáni méltóságokat) protestáns főurak viselték. Még a katolikus főpapok közül is többen csatlakoztak a reformáció egyházaihoz. Közöttük volt Podmaniczky és utóda nyitrai püspökök; Kecheti Márton, Horváth János, Bebek Imre szepesi prépostok és részben Dudics Endre pécsi püspök is, aki később a cölibátust is teljesen feladva, meg is nősült.

### A protestáns egyház teológiai és felekezeti kettészakadása
Eleinte hazánkban is Luther tanai domináltak, de hamar ismertté váltak Kálvin János és Ulrich Zwingli nézetei is, és a 16. század közepe felé a nép már túlnyomórészt a Kálvin-féle tanítást követte. Az 1560-as években végül a német és a svájci reformáció hívei Magyarországon is két külön egyházzá alakultak.
A Királyhágón innen és túl a szászok, a dunántúli felső vármegyékben a magyarok nagy része megtartotta hite alapjául a Luther-féle Augsburgi Hitvallást (Ágostai Hitvallás). A székelyek és más magyar nemzetiségű protestánsok pedig csatlakoztak a svájci (helvét) reformációhoz, hitük alapjait a heidelbergi alapműből sajátítva el (Heidelbergi káté vagy Helvét Hitvallás).
A felső-tiszavidéki protestánsok a tarcali zsinaton, 1562-ben nyilvánítják saját egyházukat kálvinistának. Erdélyben a tordai (1563) és nagyenyedi (1564) zsinatokon válnak külön felekezetekké a szászok és magyarok, mindkét csoport saját püspököt is választott magának. A Tiszántúl 17 egyházmegyéje a debreceni zsinaton (1567), a Tolna és a Baranya vármegyeiek pedig a hercegszöllősi zsinaton (1576) fogadták el a helvét hitvallást; a dunántúli felsőbb vármegyék protestánsai a csepregi szóvita után, 1591-ben váltak ketté.
Az 1562-63-as Tarcal-Tordai hitvallás Béza Tódor egyik rendszeres hitvallási művének nem teljes magyar fordítása.

## A magyar reformáció főbb alakjai
- A magyar reformáció elindítói

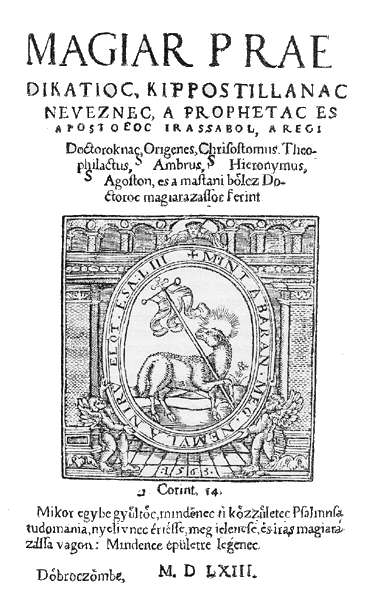
Méliusz Juhász Péter: Magyar prédikációk (Debrecen, 1553)

  - Dévai Bíró Mátyás Kassán, Budán és Debrecenben munkálkodott a reformáció terjesztésén.
  - Sztárai Mihály főként Tolnában, Baranyában, Szlavóniában járult hozzá a reformáció terjedéséhez, ő hét év alatt mintegy 120 gyülekezetet alapított, és mind prédikációi, mind templomi énekei miatt is igen népszerű volt.[8]
- A török uralta területek reformátorai
  - Gálszécsi István gyulai tanár, az általa megtérített Batizi Andrással és egy Sebestyén nevű pappal, továbbá Derecskei Demeterrel és Ozorai Imrével együtt Békés és Szatmár vármegyékben és a Szilágyságban; Székely István Szikszón, Liszkán és Göncön; Eszéki vagy Sigerius Imre pedig a török hatalom alatt álló dunántúli részeken terjesztették a reformáció nézeteit és alapították az új iskolákat.
  - Méliusz Juhász Péter alapította meg a magyar kálvinista egyházat. Debrecenben működött, ekkor kapta a város a „kálvinista Róma” elnevezést.
  - Szegedi Kis István Csanádon, Cegléden, Temesváron, majd Baranyában és Ráckevén (1572) tevékenykedett.
- Erdély reformátorai
  - Erdélyben a református mozgalom tanainak terjesztése főként Gyulai István, Vizaknai, Omláczi, valamint Heltai Gáspár, Kolozsvár tudós lelkésze nevéhez köthető. Heltai szintén lefordította a Bibliát, azonban a kiadásból kihagyott néhány ószövetségi könyvet.
  - Dávid Ferenc, Európa legradikálisabb reformátora volt, aki létrehozta az unitárius egyházat, az egyetlen magyar alapítású történelmi egyházat. Mint kolozsvári lelkész és János Zsigmond erdélyi fejedelem papja, ő dolgozta ki a világon egyedülálló erdélyi vallásszabadság-törvényt, amelyet az 1568-as tordai országgyűlés fogadott el.
- A Királyi Magyarország reformátorai
  - A magyar reformáció terjesztésében nagy szerepet játszott Kopácsi István, aki korábban a sárospataki ferences rend vezetője, valamint Perényi Péter udvari papja volt, és aki a Mátraalján, majd Siklósi Mihállyal együtt a Dráva és a Bodrog környékén, de különösen Sárospatakon hirdette az új tanokat.
  - Károlyi Gáspár gönci lelkész és esperes, akinek nevéhez kötődik a teljes Biblia lefordítása és 1590-es vizsolyi kiadása. A magyar művelődéstörténet kiemelkedő állomása volt, hogy az anyanyelvű Biblia széles körben hozzáférhetővé vált.

## A szász reformátorok
- Az erdélyi szászok között a reformáció vezetője Johannes Honterus volt, aki több külföldi egyetemen is oktatott, mielőtt Brassóban letelepedett. Itt, mint prédikátor, tanító és író tevékenykedett, és kiérdemelte az „Erdély reformátora” címet. 1541-ben, volt kolostori tulajdonból, megalapította a brassói főiskolát, ahol egy nyomdát is nyitott. Itt írta meg „Vallásjavítás” című könyvét, valamint az erdélyi szász egyházak reformációjának történetét, az Ágostai hitvallást is kinyomtatta. Glatz-cal és Vagnerral együtt azt tűzték ki célul, hogy a reformáció terjesztését az ortodox vallású románok között is folytatják.
- A szepességi szászok között Lőcsének Preiszner Tamás, Bártfának Radasinus és Láng Ézsaiás, Eperjesnek pedig Sautner Antal és Sámuel lettek tudós tanítói, akik a teljes felvidéki németség reformációjának is vezéregyéniségei voltak.
- A bányavárosokban Zeisel, Lovcsányi és Sartorius, míg Sopronban Gerengel Simon alapítottak evangélikus gyülekezeteket.

## A reformáció főbb pártfogói
A reformáció pártfogói között első helyen áll Mária királyné. Annak ellenére, hogy a királyné a katolikus egyház tagja maradt, Henkel, a gyóntatópapja megnyerte őt Luther tanainak.
Hatékony pártfogó volt Brandenburgi György, II. Lajos gyámja, aki azzal segítette a reformáció tanárainak működését, hogy részben saját birtokaira (Gyula és környéke), részben pedig az ország belsejébe budai tanárokat hívott meg.
Thurzó Elek kincstárnok, majd országbíró, aki alapítványt tett a lőcsei evangélikus lelkészi hivatal és a lelkészjelöltek támogatására.
Hecht vagy Csukás János nagyszebeni polgármester, aki saját házában nyújtott menedéket a reformátorok számára és alakított ki istentiszteleti helyet. Még hatásosabb pártfogó volt Markus Pemfflinger nagyszebeni királybíró, akit II. Lajos a reformáció pártolása miatt Budára idézett és kegyvesztéssel fenyegetett meg.